# Kanō Shōei

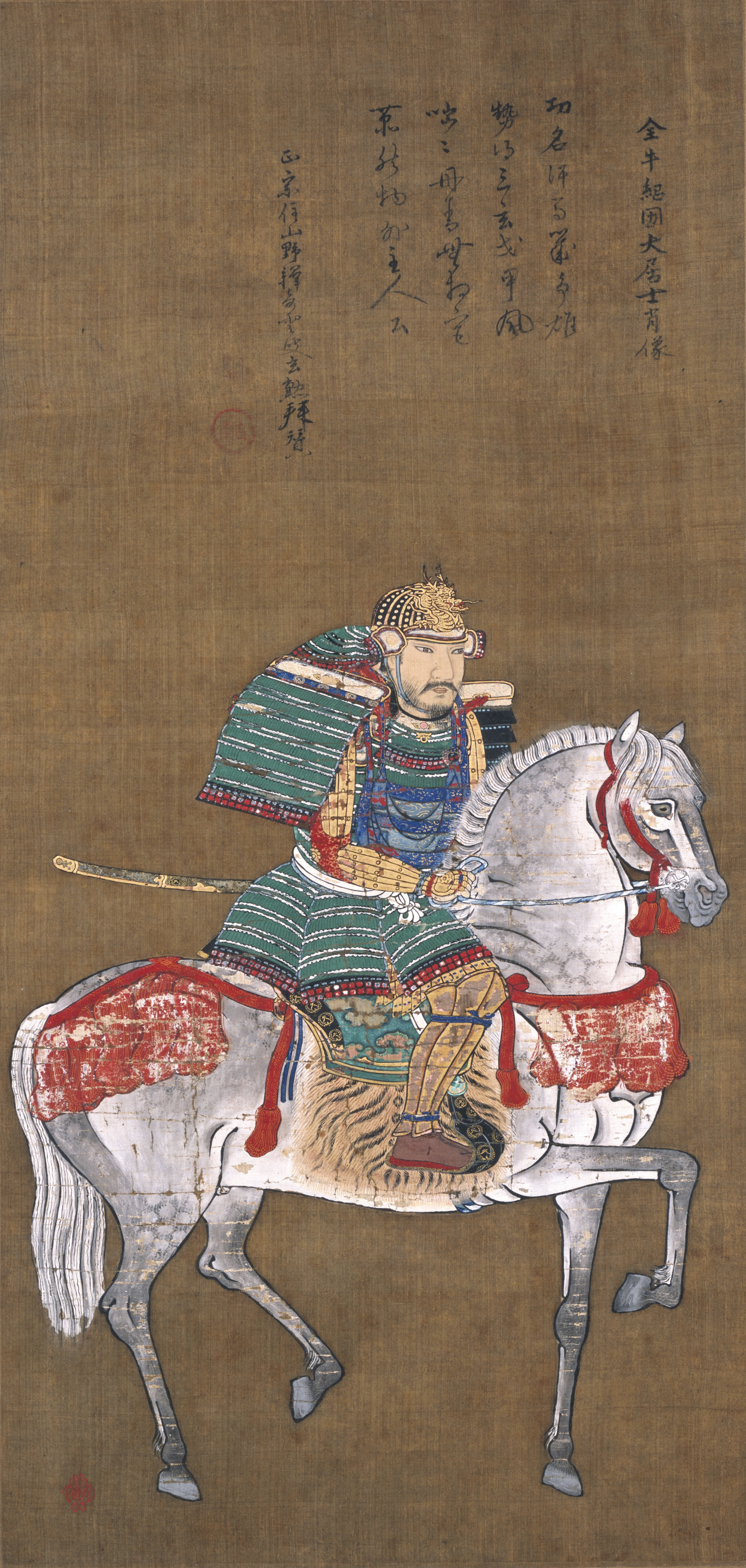
Shōei: Masuda Motoyoshi

Kanō Shōei (japanisch 狩野 松栄; geb. 1519; gest. 24. November 1592), wirklicher Name: Tadanobu (直信), war ein japanischer Maler der Kanō-Schule der späten Azuchi-Momoyama-Zeit.

## Leben und Werk
Shōei war der Sohn Kanō Motonobus und der Vater Eitokus und Sōshūs. Er legte ein buddhistisches Gelübde ab und erhielt den Ehrentitel Hōgen.
Shōei unterstützte seinen Vater in dessen letzten Jahren und stellte Werke für den Tempel Ishiyama Hongan-ji her. Da seine beiden älteren Brüder früh gestorben waren, wurde er nach dem Tode seines Vaters das Oberhaupt der Kanō-Familie. Eine Zeitlang war er auch tätig in dieser Funktion. So malte er 1563 für den Daitoku-ji in Kyōto ein Bild, das „Buddha bei seinem Eintritt in das Nirwana“, kurz Nehan (涅槃図), darstellt. 1569 malte er ein auf einer Tür angebrachtes Bild für den Itsukushima-Schrein, das Watanabe no Tsuna (渡辺 綱; 953–1025) darstellt, wie dieser einen Dämon an einem Stadttor niederschlägt (源の綱中闘城門鬼の図, Minamoto no Tsuna chūtō jōmon-ki no zu). Sobald aber Eitoku sein künstlerisches Talent zu zeigen begann, scheint Shōei sich vom aktiven Leben zurückgezogen und ihm die Leitung der Schule überlassen zu haben.
Zu Shōeis hervorragenden Tuschmalereien gehören die „Landschaften“ (山水, Sansui) und das Ensemble „Tiger, Leoparden und Affen“ (虎豹猿図, Kohyōen-zu) auf Schiebetüren, die er 1566 zusammen mit Eitoku für das Jukō-in (聚光院) in Kyoto gestaltete. Seine Malerei hat nicht die starke Ausdruckskraft Eitokus, dafür zeigen seine Bilder einen leicht humoristischen Ton, auch der Stil der Nanga-Maler klingt an.